# Estanys de Juclar
Juclar (kat. Estany de Juclà, Estany de Juclar lub Llac de Juclar) – największe jezioro w Andorze o powierzchni 0,21 km² (21 hektarów). Nazwa pochodzi od łacińskiego clar (bezdrzewny górski masyw) i przedrostka ju (pod). Jest jednym ze 172 małych, wysokogórskich jezior w Andorze. Znajduje się w kotlinie wśród gór na wysokości ok. 2300 m n.p.m. i jest położone w północno-wschodniej części kraju w pobliżu granicy z Francją. Składa się z dwóch jezior, większego, zachodniego (z dwoma wyspami) i mniejszego, wschodniego (z jedną wyspą), oddzielonych niewysoką naturalną groblą. W 2009 roku ponownie otwarto przy jeziorze schronisko górskie. Z jeziora wypływa rzeka o tej samej nazwie. Wśród gatunków flory i fauny w okolicy jeziora znajdują się m.in. traszka pirenejska, jaskier ostry, sasanka alpejska.